# Чорнушка Манто
Чорнушка Манто (Erebia manto) — вид комах з родини сонцевиків (Nymphalidae). Єдиний представник європейської високогірної групи видів великого голарктичного роду у фауні України.

## Морфологічні ознаки
Розмах крил — 35-40 мм. Візерунок крил самця та самиці майже ідентичний. Крила темно-коричневого кольору. Вздовж зовнішнього краю передніх крил тягнеться іржаво-руда перев'язка з чорними очками, зазвичай на передніх крилах є по три очка. Задні крила майже без візерунка, лише з ледь помітною перев'язкою з 1 очком.

## Поширення
Гірські райони західної та центральної Європи (диз'юнктивно). В Україні зустрічається лише у деяких районах Карпат.

## Особливості біології
Зустрічається на субальпійських та альпійських луках на висоті 1400–2050 м н.р.м., іноді метеликів можна знайти і нижче, на висоті від 840 м н.р.м. Дає 1 генерацію на рік, можливий розвиток частини популяції з дворічним циклом, тобто гусінь зимує двічі. Літ метеликів — з кінця липня до початку вересня, літають лише у сонячну погоду. Самиці скидають липкі яйця під час польоту над кормовою рослиною чи сідаючи на неї, розвиток яєць триває близько 20 днів. Гусінь живиться вдень на костриці овечій. Заляльковування відбувається у червні-липні. Розвиток лялечки триває близько 3-4 тижнів.

## Загрози та охорона
Загрози: порушення структури трав'яного покриву гірських лук унаслідок надмірного випасу худоби тощо.
Охороняється у Карпатському БЗ та у регіональному ландшафтному парку «Черемоський». Необхідно детально вивчити особливості біології виду. У місцях перебування виду є доцільним створення ентомологічних заказників та лімітування випасу худоби.